# Sekmai Bazar
Sekmai Bazar è una suddivisione dell'India, classificata come nagar panchayat, di 4.325 abitanti, situata nel distretto di Imphal Ovest, nello stato federato del Manipur. In base al numero di abitanti la città rientra nella classe VI (meno di 5.000 persone).

## Geografia fisica
La città è situata a 24° 56' 45 N e 93° 52' 35 E. 

## Società

### Evoluzione demografica
Al censimento del 2001 la popolazione di Sekmai Bazar assommava a 4.325 persone, delle quali 2.143 maschi e 2.182 femmine. I bambini di età inferiore o uguale ai sei anni assommavano a 626, dei quali 328 maschi e 298 femmine. Infine, coloro che erano in grado di saper almeno leggere e scrivere erano 2.836, dei quali 1.539 maschi e 1.297 femmine.